# Lir

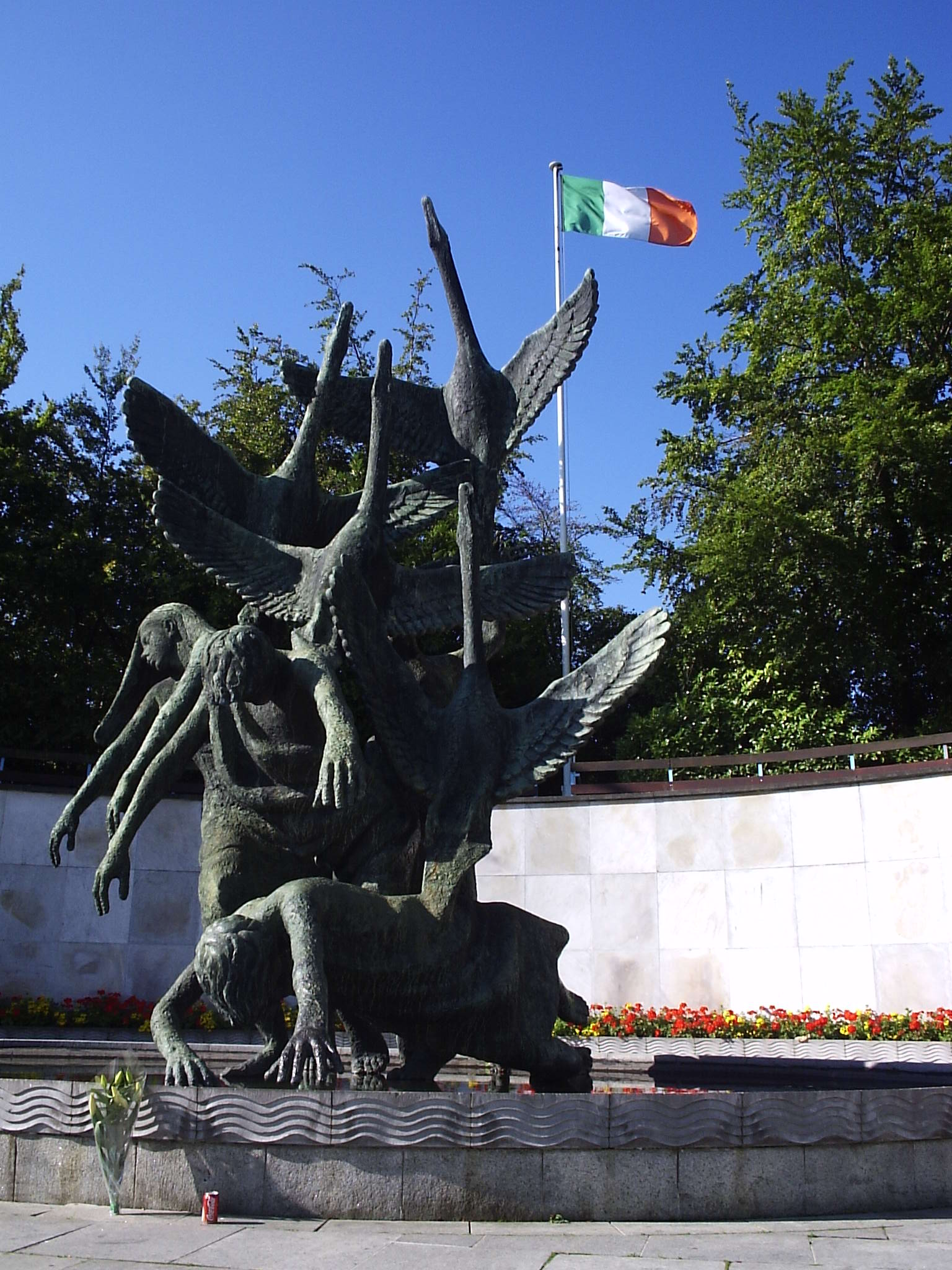
Skulpturen Children of Lir.

Lir var i den keltiska mytologin på Irland motsvarigheten till Llyr i Wales. Han var fader till havsguden Manannan.